# Museo arte contemporanea Sicilia
Il Museo arte contemporanea Sicilia (MacS) è un museo privato che sorge all’interno della Badia Piccola del Monastero di San Benedetto di via Crociferi di Catania. L'edificio è attribuito a Giovanni Battista Vaccarini, è collegato alla Badia Grande tramite l'arco di via Crociferi ed è possibile accedervi da via San Francesco d'Assisi, 30. Espone collezioni permanenti di artisti contemporanei e mostre.
È l'unico museo di arte contemporanea esclusivamente figurativa in Europa, oltre il MEAM a Barcellona.

## Storia
Inaugurato a giugno 2013, dopo un restauro volto a musealizzare gli spazi, il MacS ha organizzato diverse mostre ed eventi culturali. Il museo ha allargato le sale museali con un progetto di espansione che ha coinvolto il piano superiore della sede di Catania (2016).

## Collezione permanente
La collezione permanente del MacS costituita da pittura, scultura e fotografia comprende opere di artisti catanesi, siciliani, nazionali e internazionali:
- Alessandro Reggioli
- Alessio Deli
- Alexander Timofeev
- Alfio Giurato
- Alice Zanin
- Anja Millen
- Anna Gillespie
- Anna Kozlowska Luc
- Annalù Boeretto
- Barbara Bezina
- Bob Clyatt
- Betty Gold
- Carla Crawford
- Carlos Asensio Sanagustìn
- Cesar Santos
- Chris Leib
- Cristina Coral
- Daniela Astone
- Daria Endresen
- David Simon
- Davide Puma
- Elisa Anfuso
- Emanuele Dascanio
- Emanuele Giuffrida
- Enrique Donoso
- Fabio Modica
- Fabio Presti
- Fatima Messana
- Fernando Fraga Imaz
- Francesco La Rosa
- Gary Weisman
- Gesualdo Prestipino
- Giovanni Iudice
- Giuseppe Barilaro
- Giuseppe Bombaci
- Giuseppe Veneziano
- Han Khac Nguyen
- Ignazio Schifano
- Ilaria Margutti
- James Xavier Barbour
- Jara Marzulli
- Jethro Eduardo Mather Joo
- Jorge Egea
- José Manuel Martínez Pérez
- Joseba Eskubi
- Judith Peck
- Lita Cabellut
- Lorenzo Gatto
- Lorenzo manuel Duràn
- Luciano Vadalà
- Luigi Lanotte
- Marcia Galvez Camus
- Marco Condrò
- Marcos Rey Vicente

- Maria Cristina Costanzo
- Mariarosaria Stigliano
- Mario Andres Robinson
- Marta Czok
- Marc Vinciguerra
- Massimo Lagrotteria
- Matteo Mauro
- Michele Darmiento
- Miguel Escobar Uribe
- Mira Nedyalkova
- Miriam Pace
- Monia Merlo
- Natalia Drepina
- Nihil (Jean-Baptiste) Mouton
- Nikola Kolev
- Nikolai Makarov
- Nino Pracanica
- Oceana Rain Stuart
- Ottavio Marino
- Paolo Guarrera
- Patricia Smith
- Piero Roccasalvo Rub
- Ramona Zordini
- Richard Thomas Scott
- Roberta Busato
- Roberta Coni
- Roberta Ubaldi
- Ryan Mendoza
- Salvatore Cammilleri
- Salvatore Grasso
- Samantha Torrisi
- Santiago Ydanez
- Sara Lovari
- Sebastiano Messina
- Sergio Fiorentino
- Sergio Padovani
- Silvio Porzionato
- Stefania Orrù
- Steven Kenny
- Teodor Teofil Baciu
- Thomas Dodd
- Ugo Riva
- Valentina Ceci
- Valerio D'ospina
- Vincenzo Todaro
- Wenceslao Jiménez Molina
- Zheng Lai Ming